# Selma Hetmann
Selma Theresa Hetmann (* 27. Oktober 1995 in Bobbau) ist eine deutsche Volleyballspielerin.

## Karriere
Hetmann begann ihre Karriere beim VV 76 Wolfen und spielte anschließend beim VC Bitterfeld-Wolfen sowie beim VC 97 Staßfurt. 2007 ging sie nach Dresden, wo sie im Nachwuchs beim VC Olympia Dresden ausgebildet wurde. 2011 wurde sie deutsche Meisterin der U18 und 2012 kam sie mit den deutschen Juniorinnen bei der Europameisterschaft auf den fünften Platz. 2013 wechselte die Mittelblockerin zum damaligen Zweitligisten SWE Volley-Team. 2016 gelang ihr mit den Erfurterinnen der Aufstieg in die Bundesliga. In der Saison 2016/17 verpasste die Mannschaft sportlich den Klassenerhalt. Anschließend wechselte Hetmann zum Ligakonkurrenten 1. VC Wiesbaden, wo sie einen Zweijahresvertrag unterschrieben hat. Zum Start der Spielzeit 2019/20 verlängerte Hetmann ihren ausgelaufenen Vertrag für zwei Jahre, wechselte nachfolgend zu CV Sayre Mayser (Gran Canaria – spanische Superliga).